# Бар, Мелвин
Мелви́н Мише́ль Макса́нс Бар (фр. Melvin Michel Maxence Bard; род. 6 ноября 2000, Экюлли) — французский футболист, защитник клуба «Ницца». Участник летних Олимпийских игр 2020 в Токио.

## Клубная карьера
Бар — воспитанник клуба «Лион». В 2017 году он начал выступать за команду дублёров. В 2019 году Мелвин включён в заявку основного состава на сезон. 6 декабря в матче против «Нанта» он дебютировал в Лиге 1. Летом 2021 года Бар перешёл в «Ниццу». Сумма трансфера составила 3 млн евро. 8 августа в матче против «Реймса» он дебютировал за новый клуб. 2 октября в поединке против «Бреста» Мелвин забил свой первый гол за «Ниццу».

## Международная карьера
В 2017 году Бар принял участие в юношеском чемпионате мира в Индии. На турнире он сыграл в матче против команды Гондураса.
В 2019 года в составе юношеской сборной Франции Бар принял участие в юношеском чемпионате Европы в Армении. На турнире он сыграл в матче против команды Норвегии.
В 2021 году Бар принял участие в Олимпийских играх в Токио. На турнире он сыграл в матчах против команд Мексики и Японии.